# تپه قلات مره
تپه قلات مره مربوط به دوره اسلامی قرن ۶ تا ۸ ه.ق است و در شهرستان پیرانشهر، بخش مرکزی، دهستان منگور غربی، روستای تیرکش علیا واقع شده است. این اثر در تاریخ ۳۰ دی ۱۳۸۵ با شمارهٔ ثبت ۱۶۸۷۰ به عنوان یکی از آثار ملی ایران به ثبت رسیده است.